# Воячек, Кашпар
Кашпар Воячек (чеш. Kašpar Vojáček; 22 сентября 1790, Маленовице, ныне в составе Злина, Чехия — 11 июля 1875, Нимница, ныне район Пухов, Словакия) — чешский педагог, музыкант и пчеловод.
С 1809 г. преподавал в школе в Злине, затем в 1830—1863 гг. директор школы во Всетине. Также играл на органе в местных церквях. Многие годы собирал и записывал чешские песни, коллекция Воячека была в дальнейшем использована в собраниях Франтишека Сушила. Опубликовал также учебное пособие по пчеловодству для начальных школ (чеш. Včelařsky katechismus pro školy prostonárodni; 1860).
Старший сын и ученик Воячека Гынек продолжил его дело и также много работал со славянским музыкальным фольклором.